# Divide By Zero
Divide By Zero est une entreprise britannique de développement de jeux vidéo fondée en 1990 par Andy Bladell (ancien chef de projet pour Domark) et Simon Lipowicz.
Au départ, la société travaillait pour Mirrorsoft, mais le décès de son dirigeant écourta la collaboration. Divide By Zero signa alors un contrat avec Psygnosis en 1991 pour le développement de Innocent Until Caught qui dura plus d'un an. Malgré le succès de ses diverses productions, l'entreprise rencontra des difficultés qui ne furent pas surmontées. En 1996, Divide By Zero disparaît.

## Jeux
| Année | Titre                                    | Genre          | Description                             | Plate-forme |
| ----- | ---------------------------------------- | -------------- | --------------------------------------- | ----------- |
| 1993  | Innocent Until Caught                    | Jeu d'aventure |                                         | Amiga, DOS  |
| 1995  | Innocent Until Caught 2: Presumed Guilty | Jeu d'aventure | Suite de Innocent Until Caught          | DOS         |
| 1995  | The Orion Conspiracy                     | Jeu d'aventure |                                         | Amiga, DOS  |
| 1995  | Great Naval Battles IV                   | Simulation     | Un simulateur de combat naval           | DOS         |
| 1996  | The Gene Machine                         | Jeu d'aventure | Un jeu d'aventure en pointer-et-cliquer | Amiga, DOS  |
| 1996  | Great Naval Battles V                    | Simulation     | Un simulateur de combat naval           | DOS         |